# Indian Masters
Indian Masters — пригласительный снукерный турнир, проходивший только один раз — в сезоне 1992/93 годов в Индии.
В турнире, который не входил в календарь мэйн-тура, приняли участие 8 игроков. Четверо из них (Стив Дэвис, Стив Джеймс, Вилли Торн и Питер Эбдон) были профессионалами, остальные — местными игроками в английский бильярд (Гит Сети и Майкл Феррейра) и лидирующими игроками в женский снукер (Карен Корр и Стейси Хиллъярд). Турнир начинался с групповой стадии, из которой выходили игроки, имеющие лучшие показатели по разнице фреймов.

## Победители
| Сезон   | Победитель | Финалист    | Счёт | Приз победителю | Спонсор    |
| ------- | ---------- | ----------- | ---- | --------------- | ---------- |
| 1992/93 | Стив Дэвис | Стив Джеймс | 9:6  | £ 5 000         | Gold Flake |